# Stadtbibliothek Duisburg
Die Stadtbibliothek Duisburg ist eine öffentliche Bibliothek in der Stadt Duisburg. Sie wird von der Stadtverwaltung Duisburg verwaltet. Die Bibliothek wurde am 1. Oktober 1901 unter dem Namen „Duisburger Bücher- und Lesehalle“ gegründet und leistet mit ihrem Angebot von aktuell mehr als 580.000 Medien einschließlich aller Zweigstellen (Stand 2018) einen wesentlichen Beitrag zur Verbesserung der Bildung und zum kulturellen Leben in der Stadt Duisburg.
Neben Büchern, Zeitungen, Zeitschriften, Noten, CDs und DVDs bzw. Blu-rays, stehen den Kunden zahlreiche Online-Angebote zur Verfügung, die in der Regel rund um die Uhr auch von außerhalb der Bibliothek zu nutzen sind. Über 46.000 E-Books und andere E-Medien finden sich dabei in der Onleihe sowie in dem internationalen Zeitungs- und Zeitschriftenportal PressReader. Umfangreiche Nachschlagewerke bieten das Munzinger-Archiv und der Brockhaus Wissensservice. Mit dem Angebot von Rosetta Stone hat man die Möglichkeit 30 Sprachen online zu erlernen, während die Fachdatenbanken Beck-Online und LexisNexis den Bereich rechtlicher- und wirtschaftsbezogener Fragestellungen abdecken. Eine Literaturrecherche ermöglicht der bibliothekseigene Medienkatalog (OPAC) und das Rechercheportal Digitale Bibliothek (DigiBib), über den auch ein Online-Auskunftsservice angeboten wird.
Eine ihrer wesentlichen Aufgaben sieht die Stadtbibliothek in der Förderung der Lese- und Medienkompetenz von Kindern und Jugendlichen, daher erhalten alle Kinder bis 12 Jahre einen kostenlosen Bibliotheksausweis zur Nutzung der Medien in der Kinderbibliothek. Die seit 1971 stattfindende Internationale Kinder- und Jugendbuchausstellung (IKiBu) findet alljährlich überregionale Beachtung.
Die Zentrale der Stadtbibliothek Duisburg hat ihren Sitz zusammen mit der Volkshochschule (VHS) im 2015 neu eröffneten Duisburger Stadtfenster.

## Geschichte

### Anfänge bis 1933
Nachdem sich ein Jahr zuvor der Düsseldorfer Regierungspräsident Hans Dietrich von Holleuffer an den Duisburger Oberbürgermeister Karl Lehr mit der Bitte wandte, „auf die Errichtung einer kommunalen Volksbibliothek nach Möglichkeit hinzuwirken“, wurde auf der Sitzung der Stadtverordneten-Versammlung vom 23. Juli 1901 der politische Beschluss zum Aufbau einer Bücher- und Lesehalle gefasst. Die offizielle Gründung erfolgte dann zum 1. Oktober 1901.
Die Bücher- und Lesehalle wurde in dem von der Stadt erworbenen Rorei'schen Haus am Burgplatz 12 in unmittelbarer Nähe des Rathauses untergebracht. Der Anfangsbestand umfasste rund 1.000 Bücher, wobei die Büchereikommission einen Ausbau auf 3.000 Bände eingeplant hatte. Aufgrund der unerwartet großen Resonanz der neuen Einrichtung bei den Duisburger Bürgern musste die Bücherei bereits ein Jahr nach Eröffnung in ein ehemaliges Verwaltungsgebäude auf der Oberstraße 4 verlegt werden. Zudem wurde Heinrich Grosch (1852–nach 1912), Rektor der städtischen Volksschule, als nebenamtlicher „Bücherwart“ für die Stadtbibliothek tätig.
Mit der Eingemeindung von Meiderich und Ruhrort 1905 wurden auch die jeweils unabhängig eingerichteten lokalen Büchereien zusammengelegt. Ab 1908 existierte zudem ein interner Leihverkehr und die Duisburger Bevölkerung hatte damit Zugriff auf einen neuen Gesamtbestand von rund 9.600 Büchern (4.600 in Duisburg, 3.000 in Meiderich, 2000 in Ruhrort). Bis zum Beginn des Ersten Weltkrieges 1914 wuchs der Bestand der Zentralbibliothek auf rund 7.300 Bücher, 55 Zeitschriften sowie verschiedene lokale, überregionale und internationale Zeitungen. Ebenfalls 1914 wurde eine durch einen Prüfungsausschuss für Jugendschrifttum ausgewählte, nach Altersstufen geordnete und durch ein eigenes Verzeichnis erschlossene Jugendbücherei mit rund 700 Büchern eingerichtet. Nach der Eingemeindung von Beeck 1918 wurde auch der Bestand der dortigen Volksbücherei im alten Rathaus integriert.
1916 erhielt die Duisburger Stadtbibliothek mit Victor Sallentien (1885–1935) ihren ersten hauptamtlichen Direktor. Er entwickelte die Duisburger Stadtbibliothek zu einem festen Bestandteil des städtischen Bildungs- und Kulturlebens. Im gleichen Jahr wurde zudem die Fernleihe als neuer Service eingerichtet, um den Bürgern die Ausleihe von Büchern aus Bibliotheken anderer Städte zu ermöglichen.

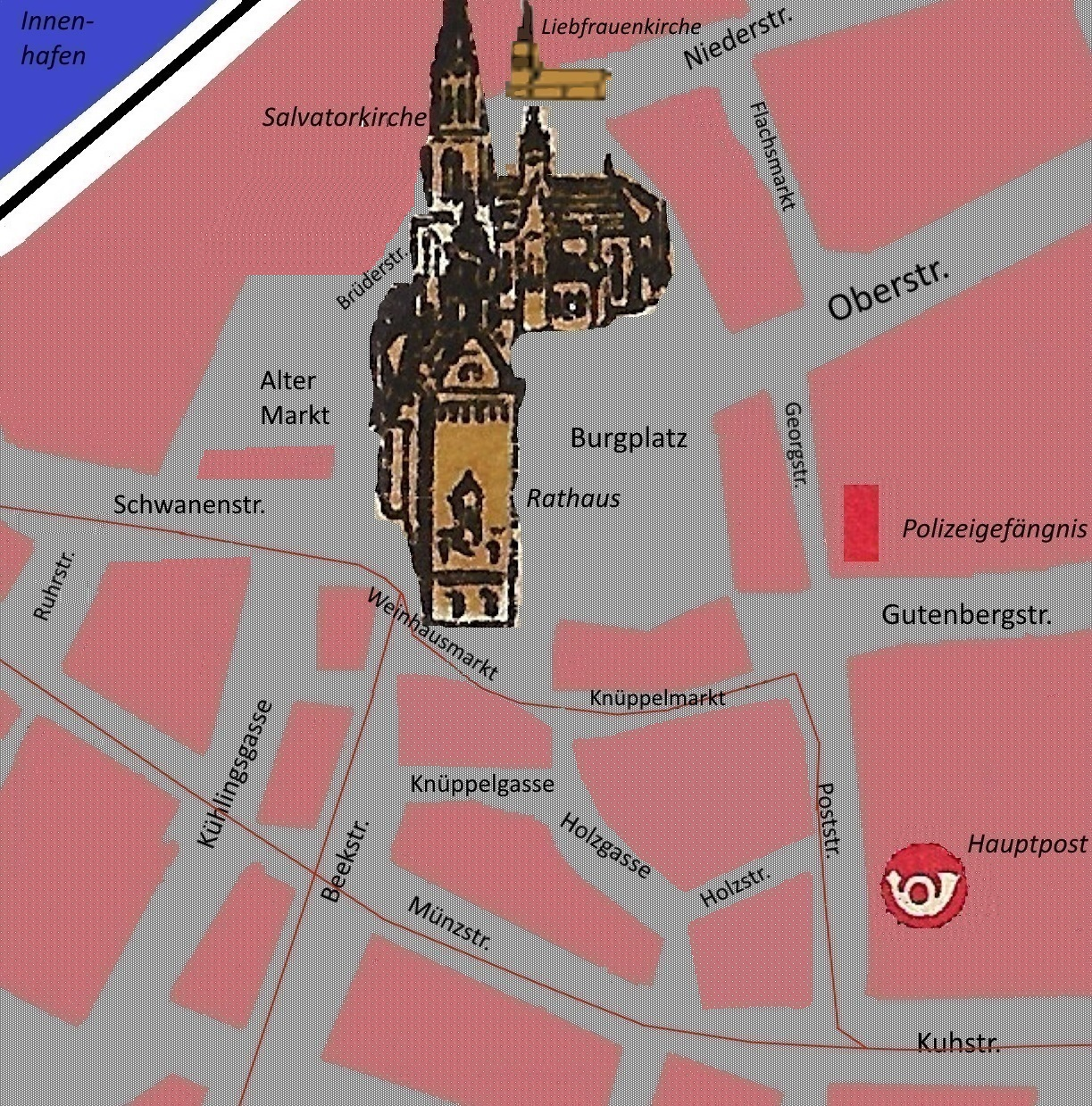
Karte der Umgebung des Burgplatzes um 1925 mit der heute nicht mehr existierenden Knüppelstraße

Aufgrund des weiter zunehmenden Bestandes und der unverändert großen Beliebtheit bei den Bürgern musste die Bibliothek 1920 erneut umziehen und wurde am 27. Juni im ehemaligen Bankgebäude am Knüppelmarkt 7 wiedereröffnet. Der Lesesaal wurde deutlich vergrößert mit einem Präsenzbestand von 1.500 Büchern, 170 Zeitschriften sowie lokalen und auswärtigen Zeitungen. Hinzu kamen als neue Einrichtungen Magazinräume, Buchbinderei, Studierzimmer und Ausstellungsflächen. Durch die Übernahme der Bestände des geschlossenen städtischen Gymnasiums und der Restbestände der bereits 1819 geschlossenen Duisburger Universität gelang es, den Bestand der Stadtbibliothek beträchtlich auszubauen. Mithilfe des 1920 ebenfalls deutlich erhöhten Etats auf rund 170.000 Reichsmark wuchs der Bestand bis Ende der 1920er Jahre auf rund 75.000 Bände. Einen neuen Bestandszweig bildete die 1929 eingerichtete Musikabteilung in der Zentralbibliothek mit einem Bestand von rund 7.000 Notenbüchern. Den Sammelschwerpunkt bildeten aber vor allem Belletristik und wissenschaftliche Fachliteratur.
Mit der Eingemeindung Hamborns 1930 und deren Bücherei in der städtischen Berufsschule an der August-Thyssen-Straße nahm der Gesamtbestand noch einmal um 15.000 Bücher zu.

### Während des Nationalsozialismus
Unter dem Druck des NS-Regimes wurde 1933 ein Teil der Bücher mit „marxistischen und sittlich anstößigen Inhalten“ aus dem Bestand entfernt, abgesondert aufgestellt und durfte nicht mehr entliehen werden. Des Weiteren wurde die Nutzung der Bibliothek auf die „deutschstämmigen Volksgenossen“ beschränkt. Sallentien durfte allerdings sein Amt als Direktor behalten, da er 1932 der NSDAP beigetreten war und konnte daher vermutlich auch verhindern, dass es zu Bücherverbrennungen in Duisburg kam.
1934 erfolgte ein weiterer Umzug der Zentralbibliothek an die Königstraße 1 in das ehemalige Gebäude der Duisburger Gesellschaft aus dem 18. Jahrhundert. Zusammen mit der Tonhalle, dem Stadttheater, dem Kunstmuseum und dem Duisburger General-Anzeiger entstand damit auf der Königstraße eine repräsentative „Kulturmeile“.
Nach dem Tod Sallentins 1935 blieb die Leitung der Stadtbibliothek zunächst zwei Jahre vakant und wurde am 7. Juni 1937 mit dem vom NS-Regime besonders geförderten sudetendeutschen Schriftsteller und Bibliothekar Robert Hohlbaum besetzt. Fünf Jahre später verließ er die Stelle bereits wieder, um einer Berufung an die Landesbibliothek Weimar (heute Thüringer Universitäts- und Landesbibliothek in Jena) zu folgen. Bis zu seinem Weggang sorgte er allerdings einerseits für einen Ausbau des Bestandes auf rund 150.000 Bände sowie die Gründung einer Sammlung wertvoller Handschriften wie unter anderem den Sachsenspiegel von 1385, Werken von Martin Luther ab 1539 und Handschriften zeitgenössischer deutscher Dichter.
Ab Oktober 1942 übernahm der Direktor des Niederrheinischen Heimatmuseums (heute Kultur- und Stadthistorisches Museum Duisburg) Wilhelm Schmitz-Veltin (1907–1968) zunächst kommissarisch und ab November 1949 dauerhaft die Leitung der Duisburger Stadtbibliothek. Im Zuge der „heißen Phase“ des Zweiten Weltkriegs fiel der größte Teil des Bestandes dem Luftangriff am 20. Dezember 1942 zum Opfer, als das Gebäude bis auf die Grundmauern niederbrannte. Mit Unterstützung der Berliner Regierung und des örtlichen Buchhandels gelang es jedoch bereits wenige Monate später, den Bestand wieder auf rund 45.000 Bücher zu erhöhen. Die Wiedereröffnung erfolgte am 20. April 1943 im Gebäude des Heimatmuseums, dessen Inventar aus Schutzgründen zu 75 % ausgelagert worden war. Kurz vor dem Ende des Zweiten Weltkriegs, genauer am 21. Februar 1945, wurde die Zentralbibliothek erneut zerstört und mit dem Einmarsch der amerikanischen Truppen einen Monat später endete der Krieg in Duisburg.
Während des Zweiten Weltkriegs waren neben der Zentralbibliothek nur noch die Zweigstellen in Beeck, Duissern, Hochfeld, Neudorf, Ruhrort und Huckingen aktiv.

### Nach 1945 bis 2014
Die Neueröffnung der Duisburger Stadtbibliothek unter britischer Besatzung fand im Oktober 1945 im Haus an der Düsseldorfer Straße 193 statt. Trotz des geringen Startbestandes von rund 18.000 Bänden und der stark gesunkenen Einwohnerzahl von 440.000 auf 144.800 war die Wiedereröffnung ein voller Erfolg mit mehr als 70.000 Ausleihen im ersten Jahr.
Aufgrund der Einstufung als „politisch nicht tragbar“ durch die britischen Besatzungsbehörden musste Schmitz-Veltin im September 1945 seinen Posten als Bibliotheksleiter abgeben. Er wurde allerdings als wissenschaftlicher Assistent mit gekürztem Gehalt weiterbeschäftigt. Die Bibliotheksleitung übernahm Kulturdezernent Ernst D’ham. Bereits sieben Monate später, also noch während des laufenden Entnazifizierungsverfahrens, wurde Schmitz-Veltin wieder als Leiter eingesetzt – zunächst kommissarisch und nach Abschluss des Verfahrens als „Entlasteter“ ab November 1949 dauerhaft.
Auf Beschluss des Rates der Stadt Duisburg wurde ab 1951 ein neues Gebäude für die Stadtbibliothek im Bauhaus-Stil entworfen, im Kant-Park gebaut und am 4. April 1952 eingeweiht. Das Gebäude war zudem der erste öffentliche Neubau einer Stadtbibliothek in der Bundesrepublik Deutschland. 1955 folgte die erneute Einrichtung einer Kinder- und Jugendbibliothek, bei der erstmals ein großer Teil des Bücherbestandes in Freihandaufstellung präsentiert wurde, was mit einer Anerkennung als UNESCO-Modellbücherei honoriert wurde.
Ab 1961 verfügte die Stadtbibliothek Duisburg aufgrund des vom Stadtrat verabschiedeten Bibliothekenentwicklungsplans über ein Büchereinetzwerk, bestehend aus 27 Zweigstellen und zwei Bücherbussen.

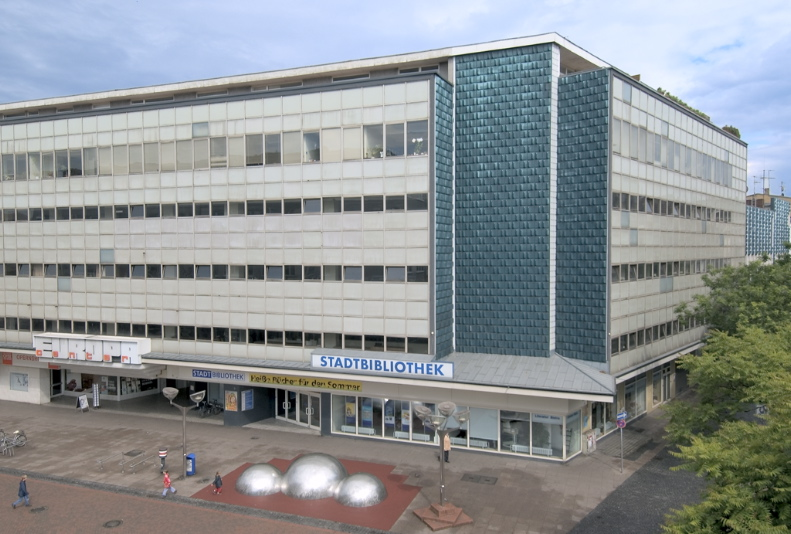
Ehemaliges Bibliotheksgebäude auf der Düsseldorfer Straße

Da der Platz im Kant-Park-Neubau jedoch bereits 1965 nicht mehr ausreichte – allein das Magazin (geplant für 60.000 Bände) war aufgrund des jährlichen Zuwachses von rund 15.000 Bänden schon überfüllt – musste die Zentralbibliothek abermals umziehen und erhielt als neuen Sitz das ehemalige Deutsche Familien-Kaufhaus (DeFaKa) auf der Düsseldorfer Straße 5–7. Nach umfangreichen Umbaumaßnahmen fand die Wiedereröffnung am 14. Mai 1966 mit einem Festakt im anliegenden Studio „Europa-Palastes“ statt.
Mit der Größe des Bestandes und der Ausstattung im neuen Gebäude lag die Zentralbibliothek 1966 an der Spitze in NRW und nahm aus gesamtdeutscher Sicht (BRD) den 3. Platz ein. Auf drei Etagen wurden die inzwischen 135.000 Bände nach amerikanischem Vorbild größtenteils in Freihandaufstellung präsentiert. Zu den modernen Neuheiten zählten auch die Leser-Registratur sowie Ausleihverbuchung, Mahnwesen und Statistik über eine elektronische Datenverarbeitung.
1968 übernahm Franz Rakowski die Bibliotheksleitung für den verstorbenen Schmitz-Veltin und entwickelte die Duisburger Bibliothek im Verlauf seiner Amtszeit zu einem anerkannten Vorbild für das öffentliche Bibliothekswesen. Unter seiner Führung wurde der Bestand derart ausgebaut, dass er selbst den hohen Ansprüchen einer wissenschaftlichen Bibliothek entsprach. In den 1970er Jahren wurden weitere Serviceleistungen ergänzt wie unter anderem ein Bücherbus und der Aufbau der Abteilung „Türkische Bibliothek“ (heute „Interkulturelle Bibliothek“) im Erwachsenenbereich. Parallel dazu wurde eine „Internationale Kinderbibliothek“ im Kinder- und Jugendbereich eingerichtet und als jährliche Großveranstaltung kam ab 1971 die Internationale Kinder- und Jugendbuchausstellung (IKiBu) hinzu.
Als weitere Besonderheit wurde 1973 erstmals ein „LiteraturCafe“ zunächst im Untergeschoss der Zentralbibliothek (später im Erdgeschoss) eingerichtet, das als erstes Angebot dieser Art für öffentliche Bibliotheken gilt.
Im November 1974 wurde zudem durch eine Initiative des Bonner Bundesbildungsministeriums als Modellversuch eine spezielle Fahrbibliothek für die ausländische Stadtbevölkerung eingerichtet, die das Projekt auch finanziell mit rund 400.000 DM unterstützte. Die sogenannte „Modellfahrbibliothek für Ausländer“ (umgangssprachlich auch „Gastarbeiterbus“) fuhr an vier Nachmittagen pro Woche 14 Haltepunkte in Wohngebieten mit hohem Ausländeranteil an. Das fremdsprachliche Angebot umfasste vor allem türkischsprachige Medien, die relativ leicht zu beschaffen waren, aber auch griechische, italienische, spanische, slowenische, serbokroatische, portugiesische und englische Literatur. Bis zum Ende des von Johannes Fest geleiteten Projektes 1976 zählte der Bestand rund 6.500 Medien sowie 3.400 registrierte Nutzer (davon 77,6 % Männer) mit rund 62.600 Entleihungen. Nach Abschluss des Modellversuchs wurden die Medien auf die Zentralbibliothek und ausgewählte Zweigstellen verteilt.
1975 wurden mit der Eingemeindung von Rheinhausen, Homberg-Hochheide, Rumeln-Kaldenhausen, Baerl und Walsum auch die Bestände der örtlichen Bibliotheken übernommen. In diesem Jahr erreichte die Stadtbibliothek zudem den höchsten Stand des Zweigstellen-Netzwerks in Duisburg mit über 39 Bezirks- und Stadtteilbibliotheken sowie kombinierten Schul- und Stadtteilbüchereien. Ebenfalls in diese Zeit fällt die Neuentwicklung eines Systematischen Katalogs mit 22 Haupt- bzw. Sachgruppen (später 23), die als Systematik der Stadtbibliothek Duisburg (SSD) zum Vorbild für mehr als 80 öffentliche Bibliotheken in Deutschland und Österreich (Stand: 2001) wurde.
Im Zuge der 1978 einsetzenden Haushaltsprobleme und dadurch nötigen Sparmaßnahmen musste das Angebot der Stadtbibliothek stark reduziert werden. Ein Teil der Schul- und Stadtteilbibliotheken wurde geschlossen und die bis dahin hohen Veranstaltungsaktivitäten aufgrund des abgebauten Personals eingeschränkt.
Dem Aufkommen der sogenannten „neuen Medien“ (Musik- und Videokassetten, CDs, DVDs, E-Books usw.) in den 1990er Jahren folgte auch die Duisburger Bibliothek mit einem Angebot entsprechender Medien. Zwischen 1990 und 1999 verdreifachte sich der Bestand an Videokassetten und Musik-CDs, während sich das Angebot an Literaturkassetten verdoppelte. In den 2000er Jahren kamen DVD-Spiel- und -Sachfilme sowie Computerspiele hinzu. Ergänzt wurde das Angebot mit dem Ausbau des Internets durch die vermittelnde Nutzung von Datenbanken und seit 1999 internetfähigen PC-Plätzen.
Nach dem Ausscheiden von Franz Rakowski († 2014) übernahm Hans Martin Sonn im Jahr 1990 das Amt als Direktor der Stadtbibliothek Duisburg. Seine Amtszeit bis 1998 war durch die sich weiter verschärfende defizitäre Haushaltssituation Duisburgs geprägt, welche bereits in den 1980er Jahren die Bibliothek in den Sog der städtischen Haushaltskonsolidierung zog.
Seit dem 1. Januar 1999 wird die Stadtbibliothek Duisburg von Dr. Jan-Pieter Barbian geleitet. Die Integration der modernen Informationstechnologie in die Bibliotheksarbeit sowie die Bereitstellung vielfältiger Angebote im Bereich der schulischen und beruflichen Aus- und Weiterbildung bilden die inhaltlichen Schwerpunkte seiner bisherigen Amtszeit.

### Seit 2015
Aufgrund zunehmender Schäden an dem in die Jahre gekommenen ehemaligen Geschäftshaus (DeFaKa) beschloss der Rat der Stadt Duisburg, an der Steinschen Gasse 26 ein neues Gebäude für die Zentralbibliothek zu bauen. Das zuvor an dieser Stelle stehende alte „Boecker-Haus“ wurde dafür bereits 2012 abgerissen, um Platz für das sogenannte „Duisburger Stadtfenster“ zu machen, in dem neben der Bibliothek auch die Volkshochschule Platz finden sollte. Die Architektur des Gebäudes wurde so gestaltet, dass die Zentralbibliothek die vordere, zur Straße liegende Hälfte einnimmt und die VHS die hintere Hälfte. Die gesamte Nutzfläche ist zudem barrierefrei ausgebaut.
Am 7. Februar 2015 öffnete die Zentralbibliothek auf der Düsseldorfer Straße zum letzten Mal ihre Türen und zog anschließend mit einem auf insgesamt 300.000 Medien angewachsenen Bestand in das neue Stadtfenster. Um den Umzug zu erleichtern, hatte man zuvor einen Aufruf an die Duisburger Bürger mit dem Motto „Leihen Sie uns leer!“ und dem Angebot einer verlängerten Leihfrist gestartet, das mit großer Begeisterung angenommen wurde. Mithilfe eines speziellen Transportunternehmens wurde der nicht entliehene Bestand ins Stadtfenster überführt und auf den drei Etagen verteilt. Ihren Betrieb nahm die Zentralbibliothek am 14. Juli 2015 wieder auf, offiziell eingeweiht wurde das Stadtfenster dann am 22. August im Rahmen eines großen Bürgerfestes.

## Einrichtungen

### Zentralbibliothek
Mit aktuell rund 300.000 Medien (Stand Dezember 2018), verteilt auf drei Etagen mit einer Fläche von ca. 3.800 m² steht in der Zentralbibliothek das umfangreichste Angebot innerhalb des Systems der Stadtbibliothek Duisburg zur Verfügung. Über den internen Leihverkehr können alle Medien (außer Präsenzbestand) auch kostenlos von den Lesern aus den Zweigstellen angefordert werden. Neben den klassisch-systematisch aufgestellten Beständen findet der Kunde zu ausgewählten Themenbereichen wie unter anderem „Ausbildung und Beruf“, „Eltern und Kind“ oder „Verbraucherfragen“, ausgebaute Bestände in gesondert präsentierten Mediatheken. Als spezielles Angebot für Pflegepersonal, Betreuer und Ehrenamtliche in Senioreneinrichtungen mit gültigem Bibliotheksausweis stehen sogenannte „Medienkoffer für Seniorenarbeit“ mit ausgewählten und fertig zusammengestellten Medien zur Beschäftigung und Aktivierung von Senioren sowie Anleitungen und Ideen für die Betreuer zur Verfügung. Auf allen Etagen stehen PC-Arbeitsplätze mit Internetzugang zur Verfügung. Ergänzt wird das Angebot durch Notebooks und mobile DVD-Player, die selbstständig von den Kunden für die Nutzung in der Bibliothek entliehen werden können.
Auf der ersten Etage bietet die Kinder- und Jugendbibliothek in einem einladenden und attraktiven Ambiente einen trendorientierten Medienmix mit Büchern, Zeitschriften, DVD-Spielfilmen, Computerspielen und Musik-CDs. Der vordere Bereich ist zusammen mit dem „Schülercenter“ dabei vor allem auf die Ansprüche Jugendlicher zugeschnitten und der hintere Bereich bietet Kindern bis 12 Jahre auf das jeweilige Alter abgestimmte Medien in vier speziellen Funktionsräumen (Häusern). Ebenfalls auf der ersten Etage befindet sich die „Internationale Kinderbibliothek“ mit einem großen Angebot von rund 5.000 Medien in 19 Sprachen.
Im Übergangsbereich zwischen Kinder- und Jugendbibliothek und dem Anmeldebereich der Volkshochschule befindet sich das „Café im Stadtfenster“, wo man neben Kaffee- und anderen Getränke-Spezialitäten auch Kuchen und andere Snacks bekommen kann. Im Cafébereich finden zudem regelmäßig Lesungen des Vereins für Literatur statt.
Der Erwachsenenbereich ist auf der zweiten und dritten Etage untergebracht. Die zweite Etage wird dabei überwiegend durch den Bereich der Belletristik (Romane, Hörbücher), der Musikbibliothek (CDs, Noten, Musikraum mit Flügel) sowie der Film- und Musikfilm-DVDs bestimmt. Daneben finden sich hier die „Interkulturelle Bibliothek“, verschiedene Medien zu den Sachgebieten Psychologie, Pädagogik, Sprache, Kunst (bildende Kunst, Tanz, Theater) und Literaturwissenschaften sowie die Themenmediathek „Mehr vom Leben“.
Auf der dritten Etage finden sich alle anderen Sachgebiete wie beispielsweise Geographie und Heimatkunde, Religion und Philosophie, Geschichte und Recht, Wirtschaft und Sozialwissenschaften sowie die naturwissenschaftlichen und technischen Fachgebiete. Daneben bieten die Themenmediatheken wie unter anderem „Ausbildung und Beruf“, „Verbraucher“ und „Umwelt“, „Festgestaltung“ sowie neu seit 2016 „Ankommen in Deutschland“ spezielles Lern- und Informationsmaterial.
Historische Sammlung

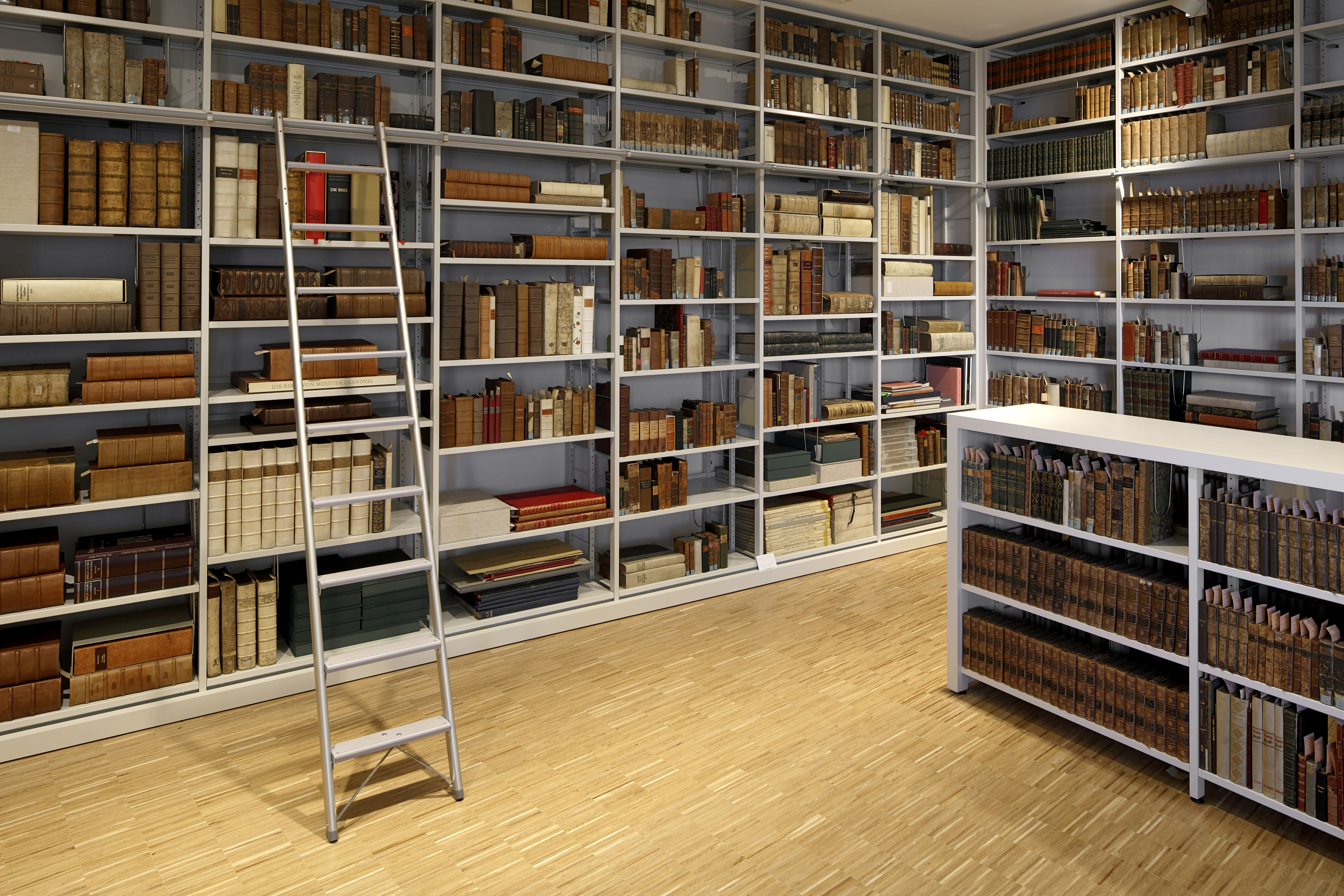
Ausschnitt der Historischen Sammlung im Ausstellraum

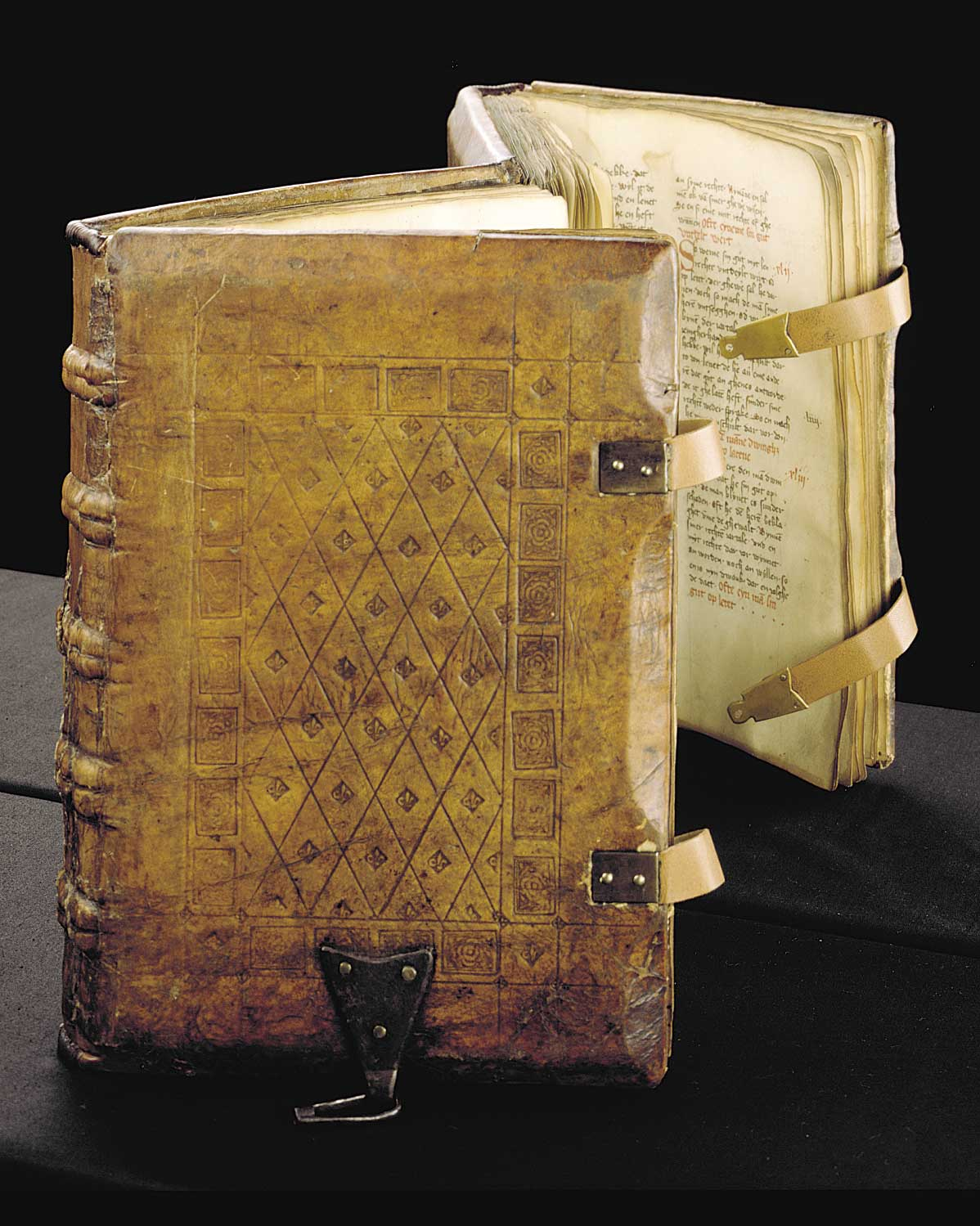
Sachsenspiegel-Handschrift von 1385 (Schwesterhandschrift des Harffer Sachsenspiegels)

Eine Besonderheit auf der dritten Etage ist die mittlerweile für die Öffentlichkeit sichtbar ausgestellte Sammlung „Historische und Schöne Bücher“. Sie umfasst aktuell rund 3.500 Handschriften und Druckwerke aus dem 14. bis 19. Jahrhundert.
Gegründet wurde die Sammlung 1937 durch den damaligen Leiter Robert Hohlbaum. Als eines der ersten Werke kam der Sachsenspiegel aus dem Jahre 1385 in den Besitz der Stadtbibliothek, von dem weltweit noch etwa 460 Handschriften existieren. Im Verlauf des Zweiten Weltkriegs verbrannte dieser erste historische Bestand bis auf wenige Exemplare und den Sachsenspiegel, der aus Sicherheitsgründen ausgelagert war.
Erst 1963 wurde die historische Sammlung wieder aufgebaut. Als Grundstock diente die bibliophile Sammlung von 1050 Werken deutscher und französischer Literatur sowie lateinischer und griechischer Klassiker des Tabakfabrikanten Dr. Ernst Böninger (1877–1961). Aus seinem Nachlass gingen unter anderem „Utopia“ von Thomas Morus (1478–1535), die „Discorsi“ von Niccolò Machiavelli (1469–1527), die Gesamtausgaben der Werke Voltaires (1694–1778) und Friedrichs des Großen (1712–1786) sowie eine „Letzte-Hand-Ausgabe“ und die „Italienische Reise“ von Johann Wolfgang von Goethe (1749–1832) in den Besitz der Stadtbibliothek über.
Durch die Übernahme von rund 200 Bänden aus den aufgelösten Beständen der Synodalbibliotheken der evangelischen Kirchenkreise Duisburg-Nord und -Süd konnte die historische Sammlung der Stadtbibliothek weiter ausgebaut werden. Die Sammlung wurde 1973 zunächst als Dauerleihgabe und 2002 als Geschenk endgültig der Stadtbibliothek übergeben. Erwähnenswert sind aus dieser Sammlung vor allem die „Straßburger Bibel“ als Inkunabel von 1485, eine Züricher Bibelübersetzung von 1548, „Die kirchliche Verfassung der heutigen Juden“ von Johann Christoph Georg Bodenschatz  aus 1748 sowie einige neuere Bibelübersetzungen, die teilweise von Dalí, Chagall und Hundertwasser illustriert wurden.
Rund 1300 Druckwerke und eine Handschrift wurden 1989 aus der historischen Bibliothek des Landfermann-Gymnasiums in die Sammlung der Stadtbibliothek überführt, von denen rund 350 ursprünglich aus der alten Duisburger Universität stammten. Das handschriftlich von mehreren Schreibern verfasste Brevier mit Gebeten und Gesängen wurde 1386. fertiggestellt und gehört neben dem Sachsenspiegel zu den ältesten Werken der historischen Sammlung. Des Weiteren gehören zu dieser übernommenen Sammlung unter anderem eine Cicero-Ausgabe von 1546 des venezianischen Verlegers Aldus Manutius, mehrere Atlanten und Reiseberichte von Gerhard Mercator sowie seltene Ausgaben griechischer und lateinischer Klassiker aus dem 16. Jahrhundert.

### Schulmedienzentrum
Das Schulmedienzentrum (SMZ) der Stadtbibliothek Duisburg bietet mit einem aktuellen Bestand von über 15.000 Medien (Stand 2016) eine große Auswahl an audiovisuellen, elektronischen und Print-Medien wie unter anderem Kinder- und Jugendfilme bzw. Sachfilme, Bilderbuchkinos sowie Themenpakete und Klassensätze, d. h. mehrfach vorhandene Bücher, die samt Begleitmaterial für den Pädagogen in Klassenstärke ausgeliehen werden können. Über das EDMOND-Portal stehen zudem alle Medien online zum Download bereit.
Der Verleih an Mitarbeiterinnen und Mitarbeiter von Duisburger Bildungseinrichtungen und anerkannten Jugendverbänden sowie zu Zwecken der institutionalisierten Aus- und Weiterbildung ist kostenlos. Darüber hinaus berät das Schulmedienzentrum in Fragen der Recherchemöglichkeiten und Medienauswahl sowie des Einsatzes und der Handhabung von AV-Medien im Unterricht.

### Zweigstellen
Das flächendeckende Zweigstellennetz umfasst derzeit (Stand 2016) sechs Bezirksbibliotheken (Buchholz, Hamborn, Homberg-Hochheide, Meiderich, Rheinhausen, Walsum), fünf Stadtteilbibliotheken (Beeck, Neumühl, Ruhrort, Vierlinden, Wanheimerort), zwei Schul- und Stadtteilbibliotheken (Gesamtschule Süd, Rumeln-Kaldenhausen) sowie einen Bücherbus. Der interne Leihverkehr ermöglicht es den Lesern, sowohl Medien aus der Zentralbibliothek, als auch aus den anderen Zweigstellen auszuleihen. Auch die Rückgabe kann an jeder der Zweigstellen erfolgen.